# Sottotono
Sottotono est un groupe italien de hip-hop, originaire de Novare. Le groupe se composait de Tormento, DJ Big Fish, de DJ Irmu et Nega. Après leut premier album, Nega et Irmu quittent le groupe, réduisant le nombre de membres à deux.
Le groupe commence dans un indépendant (Soprattutto sotto sur Vox Pop), et s'inspire de groupes et MC de la Côte ouest américaine (Tupac Shakur, Snoop Dogg, Ice Cube, N.W.A), et d'artistes variés comme Marvin Gaye, Al Green et Curtis Mayfield ; leur inspiration reste inchangée au cours du deuxième album pour le label Warner Music Italia. Au cours de leurs sept années d'activité, le groupe obtient un bon succès, et participent à des festivals et événements de grande envergure comme le Festivalbar en 1997, le MTV Day en 1999 et le festival de Sanremo en 2001. En 2001, après l'album ...In teoria, les deux artistes se séparent pour se consacrer à une carrière solo. En 2003 sort la compilation Vendesi - Best of Sottotono, suivie quatre ans plus tard d'une seconde compilation intitulée Le più belle canzoni dei Sottotono.
En parallèle, le groupe appartenait au collectif Area Cronica Entertainment, qui, avec le Spaghetti Funk, rassemble la meilleure crème du hip-hop italien des années 1990.

## Histoire

### Origines et succès national

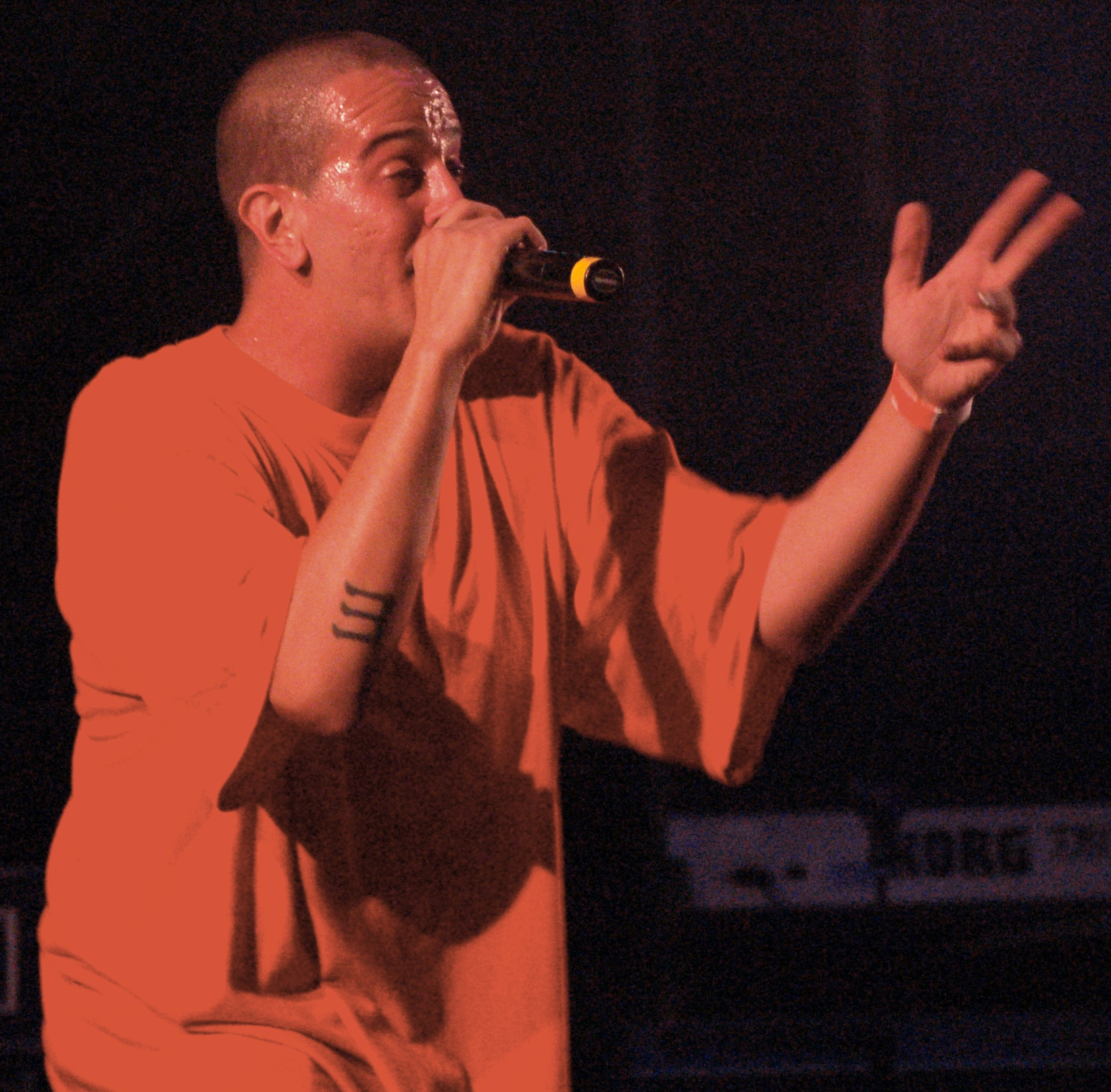
Tormento en 2008.

Sottotono est formé en 1994 en tant que quartet composé des rappeurs Tormento et Nega, et des DJs et producteurs Big Fish et Irmu, appartenant au groupe Otierre. Leur première apparition se fait sur la compilation hip-hop Nati per rappare en 1994, et sortent la même année un album sous le label Vox Pop, intitulé Soprattutto sotto. L'album contient leur premier hit d'été La mia coccinella, qui passe en rotation sur les chaînes de radio italiennes. Le second single s'intitule La biccia giusta. En 1995, Neda et Irmu quittent le groupe pour des raisons inconnues.
En 1996 sort l'album Sotto effetto stono, dans lequel les deux membres restants apparaissent pour la première fois avec des noms différents, Torment rappe sous le nom d'Antonio Mantelli, tandis que Big Fish produit sous le nom de Madonia Rosario ; l'album obtient un grand succès, et est certifié disque de platine,. À la suite du succès de l'album, le duo enchaîne les apparitions sur des chaînes nationales, jouant dans l'émission télévisée Domenica in et sur scène au Concerto del Primo Maggio. Le premier single s'intitule Tranquillo, une chanson d'amour accompagnée d'un rythme funk, suivie par Solo lei ha quello che voglio et Dimmi di sbagliato che c'è ; les singles comptent ensemble un total de 200 000 exemplaires vendus. Ils participent au Premio italiano della musica en 1996, et gagnent aux côtés du rappeur Frankie Hi-NRG MC. Après l'album, Torment et Big Fish enregistrent un single avec Kay Blanco et Speaker Cenzou, Ieri, oggi e domani, dont les bénéfices sont reversées à la Lega italiana per la lotta contro l'AIDS. Le duo prend alors part à de nombreux spectacles dont le Festivalbar 1997 où grâce à Dimmi di sbagliato che c'è, ils remportant la catégorie de « révélation de l'année » en 1997 ; ils participent également aux éditions 1997 et 1999 de MTV Days à Bologne.
En 1999 sort le LP Sotto lo stesso effetto. Les extraits individuels sont Amor de mi vida, qui anticipe l'album, et Mai più, avec la collaboration de Shola Ama,. En 2000, ils participent à la bande son du film Zora la vampire, réalisé par Manetti Bros., avec leur chanson Ora la colpa a chi la dai.

### Incident à Sanremo
En 2001, Sottotono participent au Festival de Sanremo jouant notamment un extrait de la chanson Mezze verit, qui attaque les traitres et « faux frères » et qui se 14e des classements musicaux italiens,. Le duo est accusé d'avoir plagié l'émission de télévision Striscia la Notizia, une polémique déclenchée par Valerio Staffelli : il les accuse d'avoir copié la chanson Bye Bye Bye de 'N Sync. Lors d'une conférence de presse, un membre de Canale 5 tente de remettre au groupe un prix un Tapiro d'Oro : l'épisode se termine par une bagarre sans remise de prix ; Raffaella Carrà, présentatrice du Festival, commente cet épisode qu'elle qualifie de « violent ». Cette seule accusation de plagiat envers le groupe ne conduit à aucune conséquence juridique. Les problèmes, cependant, ne s'arrêtent pas là : la direction du festival demande au duo de changer quelques mots dans le texte considéré comme trop vulgaire. Le groupe supprime donc les insultes, laissant le texte original.
Cette même année, ils participent à l'album La mia anima de la chanteuse italienne Mietta, à la chanson Un uomo per cui ucciderei. L'album ...In teoria, publié en 2001, marque une évolution du groupe vers une sonorité plus soul et RnB ; ils collaborent notamment avec le rappeur Nesly Rice et Al Castellana. Après l'album, le groupe se sépare, et les deux artistes se lancent dans une carrière solo.

## Membres

### Deniers membres
- Tormento – voix (1994-2001)
- Fish – échantillonneur, synthétiseur, boîte à rythmes (1994-2001)

### Anciens membres
- Nega – rap (1994-1995)
- DJ Irmu – platines (1994-1995)

## Discographie

### Albums studio
- 1994 : Soprattutto sotto
- 1996 : Sotto effetto stono
- 1999 : Sotto lo stesso effetto
- 2001 : ...In teoria

### Best-of
- 2003 : Vendesi - Best of Sottotono
- 2007 : Le più belle canzoni dei Sottotono